# Hans Röttger
Hans Röttger (* unbekannt, vermutlich Braunschweig; † 3. Januar 1627 in Braunschweig) war ein Steinmetz und Bildhauer der Renaissance in Braunschweig.

## Leben
Hans Röttger war einer von zwei Söhnen des Braunschweiger Bildhauers Jürgen Röttger, der nach dem Tode seines Vaters am 23. Oktober 1623 die Werkstatt Röttger übernahm. Inwieweit Jürgen († 1626), der zweite Sohn an der Werkstatt Röttger beteiligt war, ist unbekannt. Hans war vermutlich in der elterlichen Werkstatt Lehrling und arbeitete nach einer seinerzeit üblichen Wanderschaft bei seinem Vater. Er war verheiratet und hatte eine Tochter Margarete (* 7. Oktober 1603) und zwei Söhne Barthold (* 1611) und Jürgen (* 1618), von denen nach dem frühen Tod von Hans Röttger keiner die Werkstatt fortführte.

## Werk
Hans Röttger wird urkundlich erstmals am 12. September 1625 beim Untergericht in Braunschweig erwähnt, weil er den Bauverwalter der Hauptkirche in Wolfenbüttel auf die Zahlung von 45 Talern für drei Apostel und vier Evangelisten verklagte. Damit ist belegt, dass er als Bildhauer arbeitete. Ferner ist nicht zu bezweifeln, dass Hans das Grabmal seines Vaters für die Andreaskirche anfertigte, das ein lebensgroßes Hüftbild des Toten zeigte, die Tugenden der Stärke (mit Säulenschaft) und der Klugheit (mit Schlage) zeigte. Dieses Bildwerk ging im Zweiten Weltkrieg verloren.
Der Anteil der Arbeiten von Hans an den hochrangigen Arbeiten der Werkstatt Röttgers ist bislang nicht erforscht, dennoch werden nachfolgende Arbeiten Hans Röttgers durch Paul Jonas Meier, der in den 1930er Jahren über Braunschweigs Bildhauer geforscht hat, teilweise oder in Gänze zugeschrieben:
- Grabstein für Friedrich von Bortfeld († 4. Januar 1626) in der Brüdernkirche
- Grabstein für Heinrich Hartwich († 27. September 1626) in der Petrikirche
- Grabdenkmal für den Superintendenten Johann Wagner († 11. Juli 1622) in der Martinikirche
- Grabmal des Syndikus Georg von Walbeck († 30. Januar 1595) und seiner Frau Lucia geb. Schrader († 15. Februar 1624) in der Martinikirche
- Grabmal für den Bürgermeister Franz Becker in Braunschweig († 9. August 1626) und seiner Frau Katharina, geb. Schrader († 14. Januar 1630) in der Katharinenkirche
- Grabstein für den Pastor Georg Oeding (18. Januar 1625) in der Magnikirche
- Hochaltar der Kirche in Duttenstedt (Duderstadt)
- Kanzel in der Andreaskirche
- Taufstein in der Kirche von Vorsfelde
- Priechen in der Petrikirche
- Bekrönung eines Grabmals im Elisabethstift

Paul Jonas Meyer nimmt an, dass „der künstlerische Aufstieg der Werkstatt [Röttger] – und das kann kein Zufall sein – fällt mit dem Zeitpunkt zusammen, wo Hans zum ersten Male im Kirchenbuch [8. August 1595] auftritt.“

## Einzelnachweis
1. ↑  P. J. Meier: Das Kunsthandwerk. S. 62 und 68 (siehe Literatur)

| Personendaten    | Personendaten                                     |
| ---------------- | ------------------------------------------------- |
| NAME             | Röttger, Hans                                     |
| KURZBESCHREIBUNG | deutscher Steinmetz und Bildhauer der Renaissance |
| GEBURTSDATUM     | 16. Jahrhundert                                   |
| GEBURTSORT       | unsicher: Braunschweig                            |
| STERBEDATUM      | 3. Januar 1627                                    |
| STERBEORT        | Braunschweig                                      |